# He Man
He Man (chinesisch 何曼, Pinyin Hé Màn) war ein Offizier der Gelben Turbane während des Niedergangs der Han-Dynastie im alten China. Während über ihn aus historischen Quellen nur sehr wenig bekannt ist, erhält seine Figur in Luo Guanzhongs Novelle Geschichte der Drei Reiche deutlichere Züge.
Gemeinsam mit He Yi und Huang Shao besetzte er die Stadt Runan, die bald von Cao Cao geplündert wurde. Cao Caos Leibwächter Dian Wei tötete He Yis Unterkommandanten in der Schlacht und vertrieb die Gelben Turbane aus der Stadt. Am nächsten Tag übernahm Huang Shao das Kommando, und He Man bot sich mit seinem Eisenknüppel zum Zweikampf an. Er soll gerufen haben: „Ich bin He Man, der Teufel, der über den ganzen Himmel schießt. Wer nimmt es im Kampf mit mir auf?“ Cao Hong nahm die Herausforderung an, aber in ihrem Duell kam es lange zu keiner Entscheidung, bis He Man auf Cao Hongs vermeintlichen Rückzug hereinfiel und von ihm blitzschnell getötet wurde.
| Personendaten    | Personendaten                                                                       |
| ---------------- | ----------------------------------------------------------------------------------- |
| NAME             | He Man                                                                              |
| KURZBESCHREIBUNG | Offizier der Gelben Turbane während des Niedergangs der Han-Dynastie im alten China |
| GEBURTSDATUM     | 2. Jahrhundert                                                                      |
| GEBURTSORT       | China                                                                               |
| STERBEDATUM      | 2. Jahrhundert                                                                      |
| STERBEORT        | China                                                                               |